# ジョージ・ロードン＝ヘイスティングズ (第2代ヘイスティングズ侯爵)

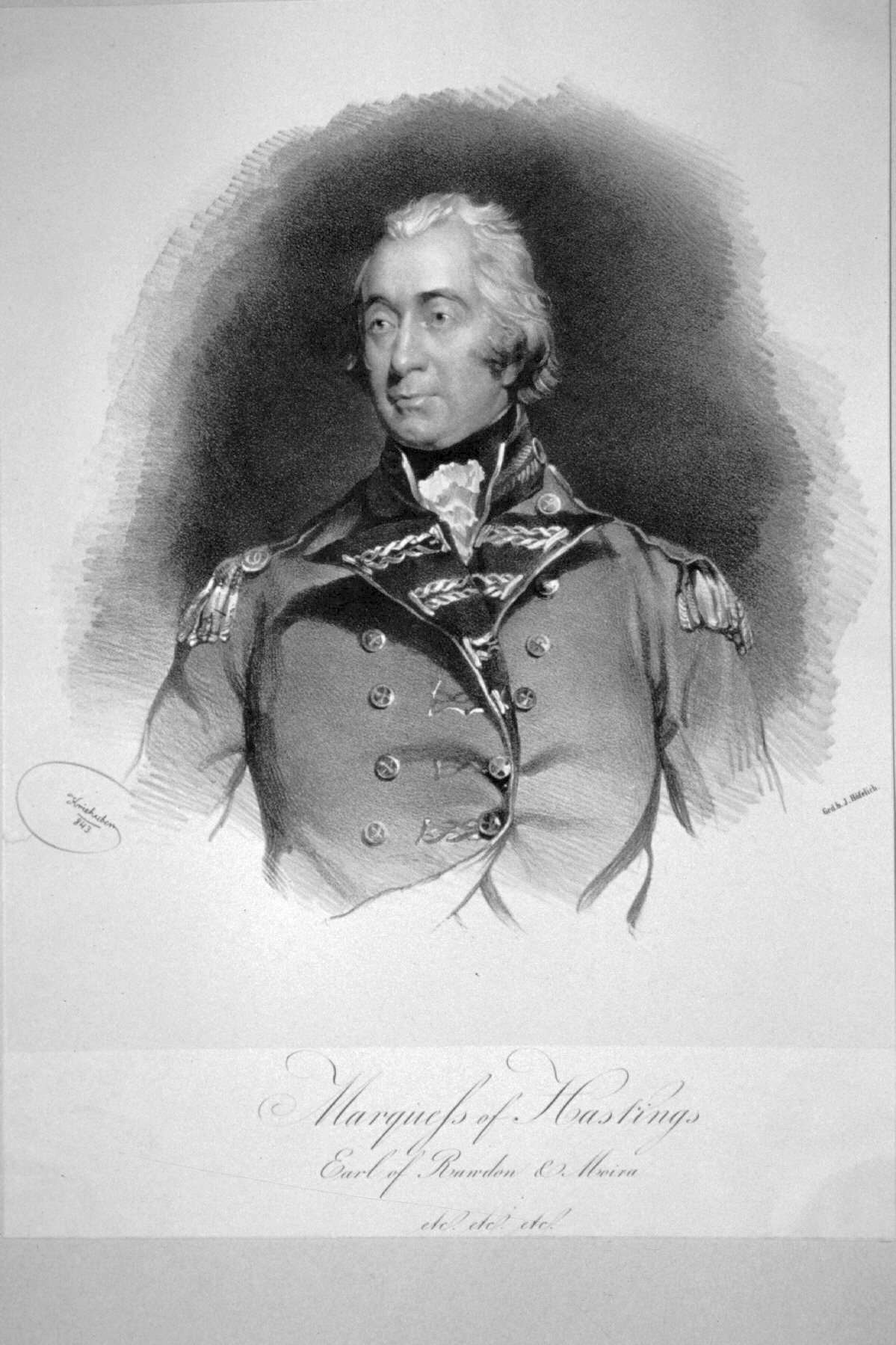
ヨーゼフ・クリーフーバーによる肖像画、1843年。

第2代ヘイスティングズ侯爵ジョージ・オーガスタス・フランシス・ロードン＝ヘイスティングズ（英語: George Augustus Francis Rawdon-Hastings, 2nd Marquess of Hastings、1808年2月4日 – 1844年1月13日）は、イギリスの貴族。1816年から1826年までロードン伯爵の儀礼称号を使用した。

## 生涯
第2代モイラ伯爵フランシス・ロードン＝ヘイスティングズ（1817年にヘイスティングズ侯爵に叙爵）と第6代ラウドン女伯爵フローラ・ミュア＝キャンベルの息子として、1808年2月4日に生まれ、7日にセント・ジョージ・ハノーヴァー・スクエアで洗礼を受けた。1826年11月9日、オックスフォード大学クライスト・チャーチに入学した。1826年11月28日に父が死去すると、ヘイスティングズ侯爵位を継承した。
1830年7月17日に国王ウィリアム4世の寝室侍従に任命されたが、1831年8月22日までに辞任した。1831年9月8日のウィリアム4世戴冠式では金拍車を持つ役割だった。一方で父と違って軍人や政治家として大きな役割を果たすことはなく、趣味のキツネ狩りに専念し、1835年から1842年まで邸宅ドニントン・ホールで猟犬を飼った。
1840年1月8日に母が死去すると、ラウドン伯爵位を継承した。
1844年1月13日にサウサンプトンで死去、22日にキャッスル・ドニントンで埋葬された。息子ポーリン・レジナルド・サーロが爵位を継承した。

## 家族

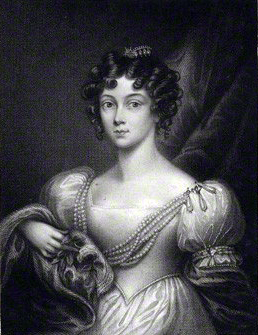
第20代グレイ・ド・ルシン女男爵バーバラ・イェルヴァートン、1828年。

1831年8月1日、第20代グレイ・ド・ルシン女男爵バーバラ・イェルヴァートン（1810年5月20日 – 1858年11月18日、第19代グレイ・ド・ルシン男爵ヘンリー・イェルヴァートンの娘）と結婚、2男4女をもうけた。
- ポーリン・レジナルド・サーロ（1832年6月2日 – 1851年1月17日） - 第3代ヘイスティングズ侯爵
- イーディス・モード（1833年12月10日 – 1874年1月23日） - 第10代ラウドン女伯爵
- バーサ・レルガード（Bertha Lelgarde、1835年4月30日 – 1887年12月15日） - 第22代グレイ・ド・ルシン女男爵
- ヴィクトリア・マリア・ルイーザ（1837年 – 1888年3月30日） - 1859年10月31日、ジョン・フォーブス・ストラトフォード・カーワン（John Forbes Stratford Kirwan、1892年没、ジョセフ・カーワンの息子）と結婚、子供あり
- ヘンリー・ウェイズフォード・チャールズ・プランタジネット（1842年7月22日 – 1868年11月10日） - 第4代ヘイスティングズ侯爵
- フランシス・オーガスタ・コンスタンス（Frances Augusta Constance、1844年3月16日 – 1910年9月1日） - 1863年7月30日、第4代ロムニー伯爵チャールズ・マーシャム（英語版）と結婚、子供あり